# ヘルタ・ドイブラー＝グメリン

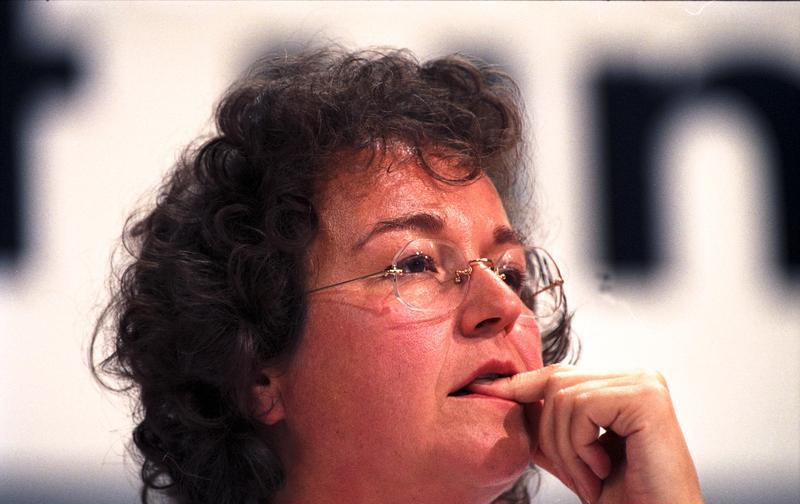
1988年のSPD党大会でのドイブラー＝グメリン

ヘルタ・ドイブラー＝グメリン（Herta Däubler-Gmelin、1943年8月12日‐）は、ドイツの女性政治家（ドイツ社会民主党）。1998年‐2002年、第一次ゲアハルト・シュレーダー政権において法務大臣を務めた。

## 経歴
ナチス・ドイツの駐スロバキア公使の娘として、任地のブラチスラヴァに生まれる。戦後父親が市長を務めたバーデン＝ヴュルテンベルク州テュービンゲンで育ち、テュービンゲン大学とベルリン自由大学で歴史学、法学、政治学を学ぶ。1974年、国家司法試験合格。翌年博士号取得。弁護士としてシュトゥットガルト次いでベルリンで法律事務所を開く。1995年、母校ベルリン自由大学の名誉教授となり、政治学研究所で教鞭をとる。専門は労働法。在学中の1969年に結婚し二児をもうける。夫のヴォルフガング・ドイプラーは大学教授。
1965年、ドイツ社会民主党（SPD）に入党。1972年、ドイツ連邦議会選挙で初当選。1980年及び83年にSPDの法務委員会委員長、1983年から93年まで連邦院内副総務。1988‐97年、SPD連邦副党首。1994年‐98年、SPD連邦議会議員団法制研究会広報担当。1993年には連邦憲法裁判所副長官に立候補するが、「政治的過ぎる」と与党キリスト教民主同盟（CDU）の激しい抵抗を受け、長い交渉の末に立候補を撤回した。

### 法務大臣就任と舌禍事件

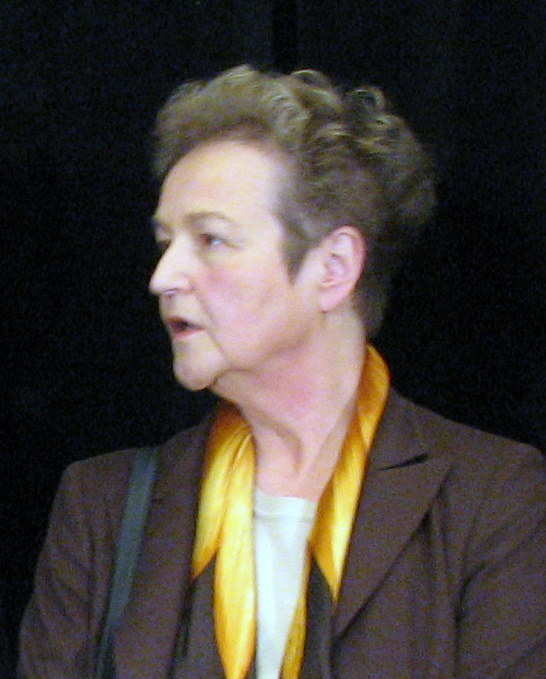
2008年ベルリンにて

1998年の連邦議会選挙の結果、SPDが与党となりゲアハルト・シュレーダー政権が発足すると、ドイブラー＝グメリンは法務大臣に任命される。大臣在任中に民法の債権法が改正され、2002年1月1日に施行された。この法律の改定は実に102年ぶりのことだった。また同性愛者同士のパートナーシップの権利保護にも尽力。
2002年の連邦議会選挙の選挙戦の最中の9月18日、「グローバリゼーションと労働」と題した選挙演説で、記者がその場にいることに気付かないまま、「イラク攻撃を狙うブッシュ米大統領は、外敵との戦いを煽って内政の問題から国民の目を逸らせたマーガレット・サッチャー、さらにはアドルフ・ヒトラーに似ている」と発言。集会参加者に不同意の意を示されると、これは個人の比較ではなく政策の類似を指摘しただけだと弁明した。このやりとりは翌日の新聞に載り、コンドリーザ・ライス大統領補佐官や駐独アメリカ大使など、アメリカ政府の強い反発を招いた。SPDはイラク戦争に対する明確な反対意志表明が功を奏したのか連邦議会選挙に辛勝したが、ドイブラー＝グメリンはアメリカとの不和を考慮して第二次シュレーダー内閣には留任しないと表明し、慰留されることなく10月22日に離任した。
2002年‐2005年に連邦議会の消費者保護・食品・農業委員会委員長。2005年から同じく人権・人道支援委員会委員長を務める。2009年の総選挙に出馬せず、政界を引退した。